# 慕容宙
慕容宙（？—398年），昌黎郡棘城县（今辽宁省锦州市义县西北）人，前燕宗室，追尊燕文明帝慕容皝之孙，慕容垂弟弟的儿子。
369年九月，前燕范阳王慕容德派慕容宙率领骑兵一千为前锋，与东晋的军队相遇，慕容宙让二百骑兵挑战，其他骑兵则分别埋伏在三处。去挑战的骑兵未交战就退逃，晋兵追击，慕容宙率领埋伏的骑兵展开攻击，晋兵战死很多。
前秦灭前燕后，慕容宙入秦。淝水之战后，慕容垂请求帮助苻坚平叛，去了苻坚庶长子长乐公苻丕镇守的邺城后却脱身起事。慕容垂的儿子慕容农、侄子慕容楷、慕容绍及慕容宙都被苻丕留在邺城，后也脱身起事。
386年，后燕慕容垂派太原王慕容楷、赵王慕容麟、陈留王慕容绍、章武王慕容宙攻打前秦苻定、苻绍、苻谟、苻亮等。387年，慕容垂命令章武王慕容宙为监中外诸军事，辅佐太子慕容宝镇守都城中山；慕容垂则亲自统率各位将领向南进攻翟辽。井陉人贾鲍引来北山丁零部落五千多人，趁夜偷袭后燕都城中山，攻陷了中山的外城。章武王慕容宙派奇兵在外边攻击，太子慕容宝在城内擂鼓呐喊呼应，把丁零部打得大败。388年，后燕护军将军平幼会同章武王慕容宙一起打败吴深，吴深逃到绎幕固守。392年，慕容垂任命章武王慕容宙为兖州、豫州两州的刺史，镇守滑台；命崔荫为慕容宙的司马。396年九月，章武王慕容宙护送慕容垂以及成哀皇后的灵柩到龙城宣平陵安葬。慕容宝命慕容宙把高阳王慕容隆手下的慕僚官员、军队、家眷等人全部迁回都城中山。慕容宙年纪已经很老、辈份又高，慕容会却经常借机欺凌侮辱他。慕容宙从龙城回京，途中听说北魏进犯，赶快进蓟城，和慕容垂的堂弟镇北将军阳城王慕容兰一起据城固守。398年二月二十日，段速骨、宋赤眉等人叛乱，一起强逼慕容隆的儿子、高阳王慕容崇做他们的盟主，杀了乐浪威王慕容宙、中牟熙公段谊以及其他一些宗室亲王。

## 相關作品
- 廣開土太王中的慕容宙